# Čáslav
Čáslav é uma cidade localizada na região da Boêmia Central, distrito de Kutná Hora.